# طبقية اجتماعية
الطبقية هي تدرج اجتماعي تتميز بزواج الأقارب، والانتقال الوراثي لأسلوب حياة يتضمن غالبا وظيفة ومركزا في تسلسل السلطة وتفاعلات اجتماعية تقليدية معتمدة والانعزال. الطبقية هي تطور جامح لنظام شديد التحصين من الطبقات الاجتماعية، كما يتميز بزواج الأقارب والوراثة كما في أوروبا الإقطاعية. على الرغم من وجود الأنظمة الطبقية في مناطق متعددة، إلا أن المثال العرقي الاستبدالي هو انقسام المجتمع الهندي إلى مجموعات اجتماعية صارمة لها جذور في التاريخ الهندي القديم ولا تزال باقية حتى اليوم. يُستخدم هذا المثال كأساس رقمي لدراسة الانقسامات الاجتماعية الشبيهة بالطبقية الموجودة خارج الهند. في علم الأحياء، يُستخدم المصطلح لوصف دور التدرج في حيوانات الاجتماعية العليا مثل النمل والأرضات، على الرغم من أن التشبيه ليس مناسبا لوجود تكاثر شديد التدرج في النمل.

## في جنوب آسيا

### الهند
يعتمد النظام الطبقي في الهند على تراكب اصطناعي من تصنيف نظري رباعي الطبقات يُسمى فارنا على مجموعات اجتماعية طبيعية تُسمى جاتي. يصور نظام الفارنا المطروح في النصوص الهندية القديمة المجتمع مقسما إلى أربعة طبقات: البراهمة (الباحثون وكهنة ياجنا)، والكشاتريا (الحكام والمحاربون)، والفاشيا (المزارعون والتجار والصناع)، والشودرا (العمال ومقدمو الخدمات). لا تذكر النصوص أي فئة منفصلة في تقسيمات الفارنا. يعتقد الباحثون أن نظام الفارنا لم يُطبق عمليا أبدا ولا يوجد أي أدلة على كونه حقيقة في التاريخ الهندي. كان التقسيم العملي للمجتمع دائما في ضوء الجاتي (مجموعات الميلاد)، والتي لا تعتمد على أي مبدأ معين، ولكنها تمتد من الأصول العرقية إلى الوظائف إلى المناطق الجغرافية. الجاتي هي مجموعات تتزاوج فيما بينها بدون أي تسلسل سلطوي معين، ولكنها تخضع لأفكار غامضة للسلطة تتغير مع مرور الوقت بناء على أسلوب الحياة والحالة الاقتصادية السياسية الاجتماعية. أسس الأشخاص الذين يصنفون على أنهم من الشودرا معظم إمبراطوريات وأسر الهند الكبيرة مثل الماورية والشاليفاهانية والتشالوكية والكاكاتية وغيرها، تحت نظام الفارنا. من المؤكد أنه بحلول القرن التاسع، كان الملوك من كل الطبقات الأربعة –بما في ذلك البراهمة والفاشيا- قد شغلوا أعلى مركز في نظام الحكم في الهند، على عكس نظرية الفارنا. في العديد من الأمثلة كما في بنغال، تم استدعاء الملوك والحكام لتخفيف تسلسل الجاتي، الذين كان يقدر عددهم بالآلاف في كل أنحاء شبه القارة الهندية. عمليا، قد ينسجم الجاتي أو لا ينسجم مع طبقات الفارنا، كما كانت حالة الفارنا للجاتي نفسها محل تغير مع مرور الوقت.

### نيبال
يشبه النظام الطبقي في نيبال نظام الجاتي الهندي مع انقسامات جاتي متعددة مع نظام فارنا متراكب في تناظر دقيق. ولكن لأن الثقافة والمجتمع مختلفان، نجد أن بعض الأشياء مختلفة. تقرّ الوثائق بداية نظام طبقي أثناء فترة ليكافي. قسم جاياستيتي مالا (1382-1395) المجتمع إلى 64 طبقة. ظهر تقسيم مشابه أثناء فترة حكم ماهيندرا مالا (1506-1575). طبّق رام شاه (1603-1636) النظام الاجتماعي الهندوسي لاحقا في غوركا.

### باكستان
يدعي مكيم ماريوت انتشار التدرج الاجتماعي المغلق الذي يتميز بزواج الأقارب والتسلسل السلطوي بكثرة في الأجزاء الغربية من باكستان. اقترح فريدريك بارث في مراجعته لنظام التدرج الاجتماعي في باكستان أنها حقا طبقية اجتماعية.

### سريلانكا
الطبقية الاجتماعية في سريلانكا هي انقسام للمجتمع إلى تدرجات اجتماعية، متأثرة بنصوص أنظمة الفارنا والجاتي الموجودة في الهند. تُظهر نصوص سريلانكا القديمة مثل البوجافاليا والسادهارماراتنافاليا واليوغاراتناكاريا والأدلة في المخطوطات، تُظهر أن التسلسل السلطوي السابق انتشر في سريلانكا في العصر الإقطاعي. يشير تكرار نفس نظام الطبقية الاجتماعية حتى في القرن الثامن عشر إلى استمرار هذه التقاليد حتى نهاية الملكية في سريلانكا.